# Boban Savović
Slobodan Savović, detto Boban (in montenegrino Слободан "Бобан" Савовић; Sebenico, 27 novembre 1979), è un ex cestista, allenatore di pallacanestro e dirigente sportivo montenegrino.
È il fratello minore di Predrag Savović.

## Palmarès

### Giocatore
- YUBA liga: 1

Partizan Belgrado: 2002-03